# Allotinus lindus
Allotinus lindus är en fjärilsart som beskrevs av Corbet 1939. Allotinus lindus ingår i släktet Allotinus och familjen juvelvingar. Inga underarter finns listade i Catalogue of Life.